# Cryptocephalus bahilloi
Cryptocephalus bahilloi  (лат.) — вид листоедов (Chrysomelidae) из подсемейства скрытоглавов (Cryptocephalinae). Эндемик Испании, встречается только в Куэнке, Мадриде, Толедо и Сьюдад-Реале. Жук длиной от 3,3 до 4,3 мм. Окрашен в жёлтый или розовато-белый цвет; на переднеспинке присутствует красная волнистая линия, на надкрыльях восемь чёрных точек, по четыре на каждое надкрылье. Кормовое растение Limonium dichotomum.